# Cerufa
Cerufa (hebr. צרופה) – moszaw położony w Samorządzie Regionu Chof ha-Karmel, w dystrykcie Hajfa, w Izraelu.

## Położenie
Moszaw Cerufa leży w północnej części równiny Szaron na południe od masywu górskiego Karmel, w otoczeniu moszawów Gewa Karmel, En Ajjala, Ha-Bonim i Kerem Maharal.

## Historia
W XI wieku istniała w tym miejscu niewielka wioska znana jako Sarepta Judee, nie wiadomo jednak kiedy ona powstała. W XVI wieku wioska nazywała się Al-Sarafand i liczyła zaledwie jedenaście domów. Jej mieszkańcy zajmowali się rolnictwem. Podczas wojny o niepodległość w dniu 16 lipca 1948 roku oddziały żydowskiej Hagany stoczyły bitwę o wioskę Al-Sarafand. Wioski bronili ochotnicy z Arabskiej Armii Wyzwoleńczej, musieli jednak wycofać się. Wraz z nimi uciekli wszyscy mieszkańcy wioski. Ich domy zostały zniszczone. Ocalał jedynie budynek meczetu.
Współczesny moszaw został założony w 1949 roku przez imigrantów z Algierii i Tunezji. W 1999 roku Stowarzyszenie na Rzecz Zachowania Świętych Miejsc Islamu rozpoczęło prace przy renowacji meczetu Al-Sarafand, jednak w maju 2000 roku nieznana osoba zniszczyła meczet buldożerem. Policji nie udało się ustalić osoby odpowiedzialnej za to przestępstwo.

## Sport
W moszawie jest boisko i drużyna piłki nożnej Cerufa-Hanzirim.

## Gospodarka
Gospodarka moszawu opiera się na intensywnym rolnictwie, uprawach w szklarniach i sadownictwie. W moszawie znajduje się studio filmowe Takenews Ltd..

## Transport
Wzdłuż zachodniej granicy moszawu przebiega autostrada nr 2, brak jednak możliwości wjazdu na nią. Przy wschodniej granicy moszawu przebiega droga ekspresowa nr 4. Lokalna droga prowadząca na zachód prowadzi do moszawu Ha-Bonim, a lokalna droga prowadząca na północ prowadzi do moszawu Gewa Karmel.